# Scarlet Love Song
「Scarlet Love Song -BUDDHA MIX-」（スカーレット・ラブ・ソング　ブッダ・ミックス）は、X JAPANのシングル。2011年5月27日に配信された。

## 概要
2008年の「I.V.」以来となる新曲で、2011年のアニメ映画『手塚治虫のブッダ -赤い砂漠よ!美しく-』の主題歌として使用された。再結成後に発表された楽曲としては「Without You」以来となるバラード曲。また、「I.V.」「JADE」「BORN TO BE FREE」と再結成後に発表された楽曲は歌詞が英語詞で構成されていたが、本作は久々の日本語詞による楽曲ともなっている。
当初は、この楽曲の配信が2011年第1弾となる予定はなく、本来はロック色が強く、復活後のライブ定番曲となった「JADE」が発売されるはずであった。しかし、東日本大震災の影響で発売延期されたため、この曲が先に配信された。楽曲公開から配信までの期間が約6ヶ月と再結成後に製作された楽曲としては比較的早期に音源が発売されている。配信版の音源は-BUDDHA MIX-とされており、発売予定のニューアルバムには別バージョンを収録予定とされている。
なお、本作からジャケットおよびアートワーク写真においてHIDEの姿が除外されており、事実上の公式ページとなっているアメリカ版X JAPANのホームページでもHIDEのことには触れられていないほか、メンバーからも外されている。これは、前年に起きたHIDE遺族側とのトラブルにより、HIDEの肖像が今後、YOSHIKI側で使用できなくなったためである。
この楽曲の存在自体は発売約半年前の2010年12月16日にYOSHIKIのTwitter上のメッセージで明らかにされ、同時に手塚作品の中でも高い評価を得ている「ブッダ」映画化作品の主題歌であることも発表された。X JAPANの書き下ろし楽曲がアニメ映画の主題歌となるのは1996年の『X -エックス-』の「Forever Love」以来15年ぶりのことである。
2011年3月6日国立代々木競技場第一体育館で行われたASIA GIRLS EXPLOSIONでこの楽曲が演奏されている。
この曲のダウンロードは、「手塚治虫のブッダ -赤い砂漠よ! 美しく-」公開の前日の5月27日より着うたフルとして日本で先行開始し、その一週間半後の6月7日よりiTunesなどで世界同配信された。